# Piekarz i piękna
Piekarz i piękna (ang. The Baker and the Beauty) – amerykański serial stworzony przez Deana Georgaria, który jest emitowany  od 13 kwietnia 2020 roku przez ABC. Natomiast w Polsce od 2 czerwca 2020 roku przez Canal+ Seriale.
16 czerwca 2020 stacja ABC ogłosiła anulowanie serialu po pierwszym sezonie.  
Tego samego dnia producent serialu poinformował, że będzie starał się przenieść i wyprodukować drugi sezon dla platformy internetowej. 
8 lipca 2020 oficjalnie ogłoszono, że nie udało się znaleźć innej stacji/platformy do produkcji drugiego sezonu.  

## Fabuła
Daniel Garcia (Victor Rasuk) pracuje w rodzinnej piekarni, robiąc wszystko to, czego oczekują od niego kochający kubańscy rodzice i rodzeństwo. Ale kiedy podczas szalonej nocy w Miami spotyka międzynarodową gwiazdę Noę Hamilton (Nathalie Kelley), jego życie zmienia się w jednej chwili. 

## Obsada[5]
- Nathalie Kelley jako Noa Hamilton
- Victor Rasuk jako Daniel Garcia
- Dan Bucatinsky jako Lewis
- David Del Río jako Mateo Garcia
- Michelle Veintimilla jako Vanessa
- Belissa Escobedo jako Natalie
- Lisa Vidal jako Mari Garcia
- Carlos Gómez jako Rafael Garcia

## Odcinki
| Sezon | Odcinki | Oryginalna emisja w USA | Oryginalna emisja w USA | Oryginalna emisja w Polsce | Oryginalna emisja w Polsce |
| Sezon | Odcinki | Premiera sezonu         | Finał sezonu            | Premiera sezonu            | Finał sezonu               |
| ----- | ------- | ----------------------- | ----------------------- | -------------------------- | -------------------------- |
| 1     | 9       | 13 kwietnia 2020        | 31 maja 2020            | 2 czerwca 2020             | 30 czerwca 2020            |

### Sezon 1 (2020)
| # | Tytuł                              | Reżyseria                    | Scenariusz                            | Premiera w ABC   | Premiera w Canal+ Seriale |
| - | ---------------------------------- | ---------------------------- | ------------------------------------- | ---------------- | ------------------------- |
| 1 | Pilot                              | David Frankel                | Dean Georgaris                        | 13 kwietnia 2020 | 2 czerwca 2020            |
| 2 | Ruin My Life                       | David Frankel Steve Pearlman | Dean Georgaris, Becky Hartman Edwards | 20 kwietnia 2020 | 2 czerwca 2020            |
| 3 | Get Carried Away                   | Joanna Kerns                 | Valentina L. Garza                    | 27 kwietnia 2020 | 9 czerwca 2020            |
| 4 | I Think She's Coming Out           | Erica Dunton                 | Albert Torres                         | 4 maja 2020      | 9 czerwca 2020            |
| 5 | Honeymoon's Over                   | Jay Karas                    | Sasha Stroman                         | 11 maja 2020     | 9 czerwca 2020            |
| 6 | Side Effects                       | Steve Pearlman               | Christina Quintana, Michael V. Ross   | 18 maja 2020     | 16 czerwca 2020           |
| 7 | Blow Out                           | Mark Polish                  | William Harper                        | 25 maja 2020     | 23 czerwca 2020           |
| 8 | May I Have This Dance?             | Melanie Mayron               | Terrence Coli                         | 18 maja 2020     | 23 czerwca 2020           |
| 9 | You Can't Always Get What You Want | Steve Pearlman               | Valentina L. Garza                    | 1 czerwca 2020   | 30 czerwca 2020           |